# Jan Jozef van Deemter
Jan Jozef van Deemter (* 31. März 1918 in Kellen; † 10. Oktober 2004 in Bussum) war ein niederländischer Physiker und Chemieingenieur.

## Leben
Van Deemter wurde im deutschen Kellen nahe der niederländischen Grenze als Sohn niederländischer Eltern geboren. Er studierte Physik an der Universität Groningen, an der er 1946 promoviert wurde. Danach war er kurz an den Philips Laboratorien in Eindhoven und am Institut für Bodenmechanik der Universität Groningen, bevor er 1947 in die Forschung zu Royal Dutch Shell ging, zunächst in die Abteilung Theorie und vier Jahre später in die Abteilung Chemieingenieurwesen. Aufgrund seiner Forschung am Institut für Bodenmechanik in Groningen wurde er außerdem 1950 an der Universität Amsterdam in angewandter Mathematik bei Bartel Leendert van der Waerden promoviert (Dissertation: Theoretische en numerieke behandeling van ontwaterings- en infiltratie-stromingsproblemen, deutsche Übersetzung: Theoretische und numerische Behandlung von Entwässerungs- und Filtrierungsproblemen).
1955 bis 1957 war er bei Shell in Houston, wo er über katalytisches Cracken und Verflüssigung arbeitete, und nach seiner Rückkehr wurde er Abteilungsleiter für die Forschung zur Ölverarbeitung und später für Bitumen-Forschung.1968/69 leitete er die Forschung in Chemieingenieurwesen im Labor von Shell in Emeryville in Kalifornien und wurde danach Leiter der Produktionsforschung in den Shell-Laboratorien in Rijswijk. 1972 wurde er Direktor für Ingenieurwissenschaft am Hauptlabor in Amsterdam. 1978 ging er in den Ruhestand.

## Werk
Er ist für die Van-Deemter-Gleichung in der Chromatographie bekannt. Er veröffentlichte rund 20 Arbeiten über angewandte Mathematik, Mechanik, Flüssigkeitsströmung (unter anderem über die Theorie des Wirbelrohrs, Chromatographie (in der Zeit von 1952 bis 1957) und chemische Reaktoren und Chemieingenieurwesen. 1949 war man bei Shell auf eine der Gaschromatographie ähnliche Idee gekommen, allerdings ohne feste Phase (die zu analysierende Gasmenge wurde mit trägen Gasen gemischt und diese wieder entfernt in separate Kessel). Die Forschungsrichtung wurde von anderen Wissenschaftlern bei Shell aufgegriffen, insbesondere A. I. M. Keulemans, der von Archer Martin beeinflusst war, und F. J. Zuiderweg, Leiter der Forschung zur Destillation, der erkannte, dass die Arbeit bei Shell für die Theorie der Gaschromatographie benutzt werden konnte (insbesondere das HETP Konzept, Height equivalent to plate). Van Deemter von der Theorieabteilung und Zuiderweg begannen unabhängig an der Gleichung zu arbeiten und arbeiteten dann zusammen. Van Deemter kam von Problemen im Chemieingenieurwesen mit Säulen. Van Deemter fand einen alten Bericht von 1945 bei Shell von A. Klinkenberg über Flüssigkeits-Flüssigkeits-Chromatographie und fand, dass er auf Gas-Flüssigkeitschromatographie anwendbar war. Dieselbe Theorie war 1952 von N. R. Amundsen und L. Lapidus unabhängig veröffentlicht worden. Ein erster interner Report von Zuiderweg und van Deemter erschien 1954 und nachdem weitere experimentelle Daten gesammelt wurden (durch Keulemans u. a.) erschien 1956 die Arbeit von van Deemter, Zuiderweg und Klinkenberg. Van Deemter präsentierte die Ergebnisse 1956 in den USA unter anderem bei der Gordon Research Conference. Die Gleichung wurde von Keulemans in seinem Buch über Gaschromatographie von 1957 nur nach van Deemter benannt (ohne diesen vorher zu konsultieren). Die letzte Arbeit von van Deemter zur Gaschromatographie war ein eingeladener Vortrag auf dem zweiten Symposium zur Gaschromatographie in Amsterdam 1958.

## Schriften (Auswahl)
- J. J. van Deemter, F. J. Zuiderweg, A. Klinkenberg: Longitudinal diffusion and resistance to mass transfer as causes of non ideality in chromatography, Chem. Eng. Sci., Band 5, 1956, S. 271–289 (van Deemter Gleichung)